# Bienále české krajky Vamberk
Bienále české krajky je soutěžní přehlídka současné české krajkářské tvorby. Koná se každé dva roky ve Vamberku.

## Soutěžní přehlídka

### Historie
Od roku 1994 se začaly ve Vamberku pořádat mezinárodní Krajkářské slavnosti. Ve městě známém krajkářskou tradicí, které je zde udržována krajkářskou školou, Muzeem krajky a společností „Vamberecká krajka CZ“, se v roce 2002 uskutečnil první ročník Bienále české krajky pod záštitou paní Dagmar Havlové. Další ročníky až do roku 2012 se konaly každé dva sudé roky. 
Vedoucí Muzea krajky Marie Hulcová se inspirovala „Bienále mezinárodní krajky v Bruselu“ (La Biennale Internationale de la dentelle de Bruxelles), jehož první ročník se konal v roce 1983. České krajkářky byly od počátku na této soutěži úspěšné. Cílem „vamberského Bienále“ bylo vytvořit soutěž národní.

### Pravidla soutěže
- Každý tvůrce může přihlásit do soutěže nejvíce tři díla.

- O přijetí díla do soutěže rozhoduje anonymně odborná porota na základě fotografické dokumentace.

### Ocenění
- Udělují se ceny – Zlatá palička, Stříbrná palička a Bronzová palička.
- Diplom sympatie – je udělován od roku 2006 městem Vamberk na základě hodnocení návštěvníků výstavy
- Diplom Muzea krajky získává autor za technologický nebo jiný přínos pro budoucnost krajkářství.

Díla, oceněná Zlatou paličkou, kupuje město Vamberk. Jsou deponována v Muzeu krajky a prezentována na výstavách.

### První ročník 2002
První ročník Bienále se uskutečnil, když s pravidly soutěže byly písemně seznámeny známé krajkářské osobnosti a textilní školy. V časopisech Paličkování a Krajka bylo zveřejněno oznámení o nové soutěži moderní krajky. Vedle tvorby krajkářských umělců byly vybrány porotou i práce krajkářek bez uměleckého vzdělání.
První ocenění
- Zlatá palička – Emilie Frydecká,  Anděl žalostné smrti
- Stříbrná palička – Mária Danielová (*1953), Echo II
- Bronzová palička – Jaroslav Prášil, Kolekce náramků
- Diplom Muzea krajky – Marianna Horváthová[4]

### Ročník 2010
Od roku 2010 se soutěž rozdělila do tří kategorií
- volná tvorba,
- krajka oděvní a interiérová,
- studentské práce.

I v tomto roce byla u většiny prací použita technika paličkování, výjimečně se objevila krajka šitá. U autorů prezentujících volnou tvorbu bylo zřejmé hledání vlastních technik a materiálů a odklon od klasických krajkářských technik. U studentských prací většinou maturitních nebo ročníkových převažovalo také klasické zpracování.

### Ročník 2012
V roce 2012 sepsal krajkářský „Netklub Herdulky„ petici, ve které žádal město Vamberk o přeložení Bienále tak, aby se nekonalo ve stejném roce jako soutěž a výstava Mezinárodního krajkářského kongresu OIDFA, protože řada krajkářek se chtěla zúčastnit obou soutěží. Město Vamberk návrhu vyhovělo. Šesté Bienále proběhlo v roce 2012, ale další ročník se již uskutečnil v roce 2015 současně s Mezinárodním setkáním krajkářek ve Vamberku.
V tomto roce se soutěže zúčastnil například vysokoškolský profesor a akademický malíř Vlastimil Vodák (*1946) společně s manželkou Radkou Vodákovou-Šrotovou (*1947) se svou prostorovou instalací Rozhovory nebo Jaroslav Prášil se svými paličkovanými NÁRAMKY ze lnu.
Textilní výtvarnice Mária Danielová obhájila již po několikáté první místo. Získala Zlatou paličku ve Volné tvorbě (také Zlatá palička v roce 2004, 2008, Stříbrná palička v roce 2002) za svoji závěsnou instalaci Prostory. Její studentka Barbora Lacinová získala Zlatou paličku za paličkované zátiší Sushi. Adéla Tomíčková, druhá studentka olomoucké Pedagogické fakulty Univerzity Palackého (pedagožka Mária Danielová, získala Diplom za svoji sérii šperků, které vytvořila autorskou technikou z lakovaného, měděného drátu (součást diplomové práce).

### Ročník 2017
V tomto ročníku proběhla soutěž pouze ve dvou kategoriích (Volná tvorba a Krajka oděvní a interiérová – design). V kategorii Volná tvorba si odnesla Zlatou paličku Blanka Šperková, která vytváří své práce z drátu prsty rukou (první cenu získala již v roce 2006). Romana Galuszková získala Zlatou paličku v kategorii Oděvní a  interiérová krajka za svou práci Ladička.
Diplom (volná tvorba) za technologický či podnětný přínos pro budoucnost krajkářské tvorby získali
- Eva Damborská za  dílo Příběhy,
- Marianna Horváthová za dílo Kapky pro život, které navrhla pro milánskou Světovou výstavu,
- Mária Hromadová, která experimentuje s různými materiály i technikami. Získala Diplom za dílo Dotek (technikou šité krajky z jemného drátu) a druhý diplom za dílo Moje identita (technika strojního šití),
- Světlana Pavlíčková za dílo Boro.[9]

## Význam
Historicky mělo Československé krajkářství jedinečné postavení v celosvětovém rámci. Během první republiky stály rukodělné krajkářky za zrodem krajkářských výtvarnic, které společně s muži výtvarníky tvořily nový styl. Moderní linie krajkářských výtvarníků se udržela i během Československé socialistické republiky. Na počátku třetího tisíciletí však začala tato tradice upadat. Například byla zrušena vamberská Krajkářská škola. Podle názoru historičky umění a kurátorky Kateřiny Kuthanové Bienále by mělo pomoci tuto upadající tradici oživit. Bienále také umožňuje krajkářské tvorbě pravidelnou prezentaci a srovnání. Soutěžní kolekce mimo jiné odrážejí změny, kterými české krajkářství prochází.